# Starzec kraiński
Starzec kraiński (Jacobaea incana subsp. carniolica, syn. Senecio carniolicus) – podgatunek rośliny Jacobaea incana, należący do rodziny astrowatych. We florze Polski opisywany w randze gatunku jako Senecio carnilicus Willd. Występuje we wschodniej części Alp i w Karpatach. W Polsce występuje wyłącznie w Tatrach.

## Morfologia

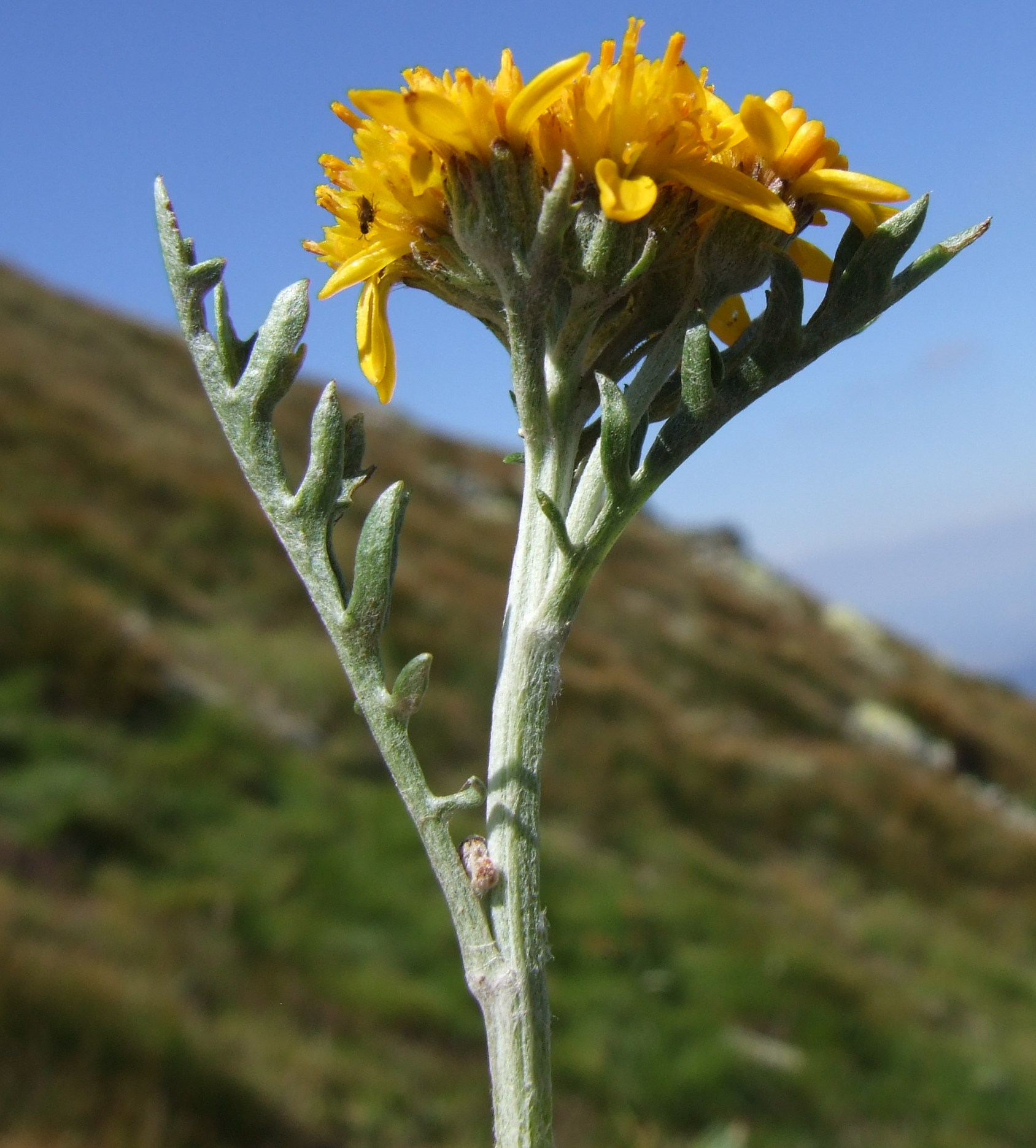
Kwiatostany

PokrójNiska roślina górska (5–15 cm wysokości). Cała jest kutnerowato, srebrzyście i nieco połyskująco owłosiona (starsze rośliny łysieją).
ŁodygaPodnosząca się lub wzniesiona, dość gruba.
LiścieDolne liście o kształcie łopatkowatym lub odwrotnie jajowatoklinowatym, na długich ogonkach, pierzasto wcinane lub karbowane. Liście górne pierzastodzielne, o ostrych łatkach i na krótkich ogonkach.
KwiatyKwiatostan złożony składający się z gęsto wyrastających, niedużych (8–10 mm długości), dzwonkowatych koszyczków, zebranych w wierzchotkę. U podstawy okrywy koszyczków wyrastają skrętolegle dodatkowe zewnętrzne listki. Okrywa koszyczka jednorzędowa. Na dnie koszyczków plewinki. W koszyczku przeważnie 5 kwiatów języczkowych, pozostałe to kwiaty rurkowe. Barwa wszystkich kwiatów żółta.
OwocNagi. Nasiona z puchem kielichowym w postaci włosków.

## Biologia i ekologia
- Rozwój: bylina. Kwitnie od lipca do sierpnia. Roślina wiatrosiewna[6].
- Siedlisko: typowa roślina wysokogórska. Występuje od piętra kosówki po piętro alpejskie, aż po najwyższe szczyty Tatr, przy czym główny obszar jej występowania stanowi piętro alpejskie. Rośnie wyłącznie na podłożu granitowym[6].
- W klasyfikacji zbiorowisk roślinnych gatunek charakterystyczny dla klasy (Cl.) Juncetea trifidi, Ass. Oreochloo distichae-Juncetum trifidi, Ass. Oreochloetum distichae[8].